# Paramatma
En el marco de la mitología hindú, Paramātman o Paramātmā es el concepto utilizado para indicar al "Yo primordial" o el "Yo más allá" que es espiritualmente idéntico a la realidad absoluta y última, que es postulado en varias filosofías hindúes. Tanto en el Visnuismo, Shivaísmo y Shaktismo, a las deidades de Vishnu, Shiva y Shakti se les considera respectivamente como Paramātman en sus formas más elevadas. Así por ejemplo en el Visnuismo se representa como una expansión de Visnú que se encuentra en el corazón de cada ser vivo. Igualmente en la filosofía advaita, la palabra Paramatman se usa para referirse al Brahman sin cualidades, al representar este concepto la esencia principal del absoluto Brahman. A partir, de ello igualmente se puede considerar que contiene y de él emana Purusha (como la representación de la conciencia primordial) y Prakriti (cómo la representación de la energía), siendo la verdadera realidad o esencia que esta más allá de la ilusión de maia.

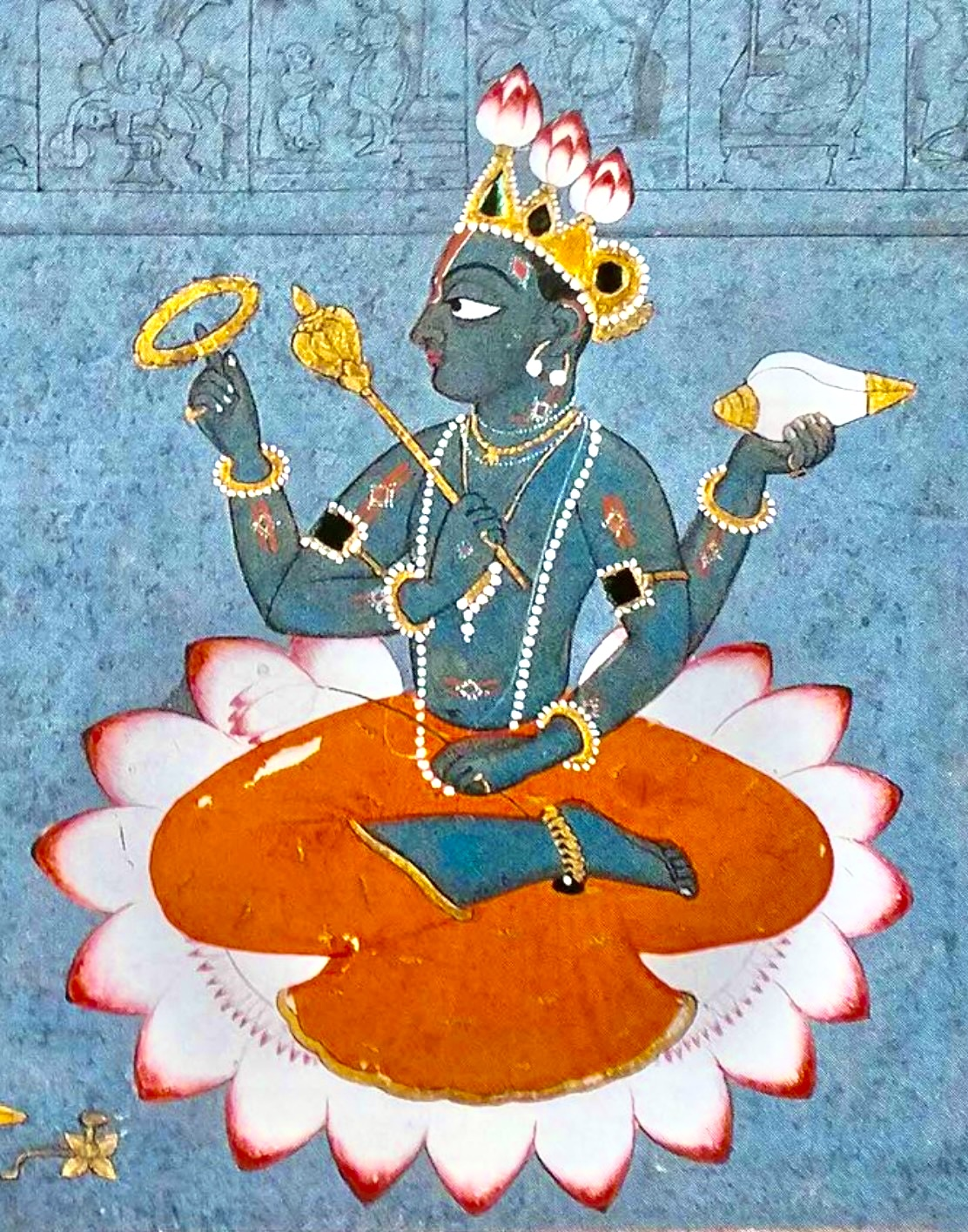
Visnú (que es idéntico a Paramatman). Pintura (1730) que se encuentra en el Museo del Gobierno y Galería de Arte de Chandigarh.

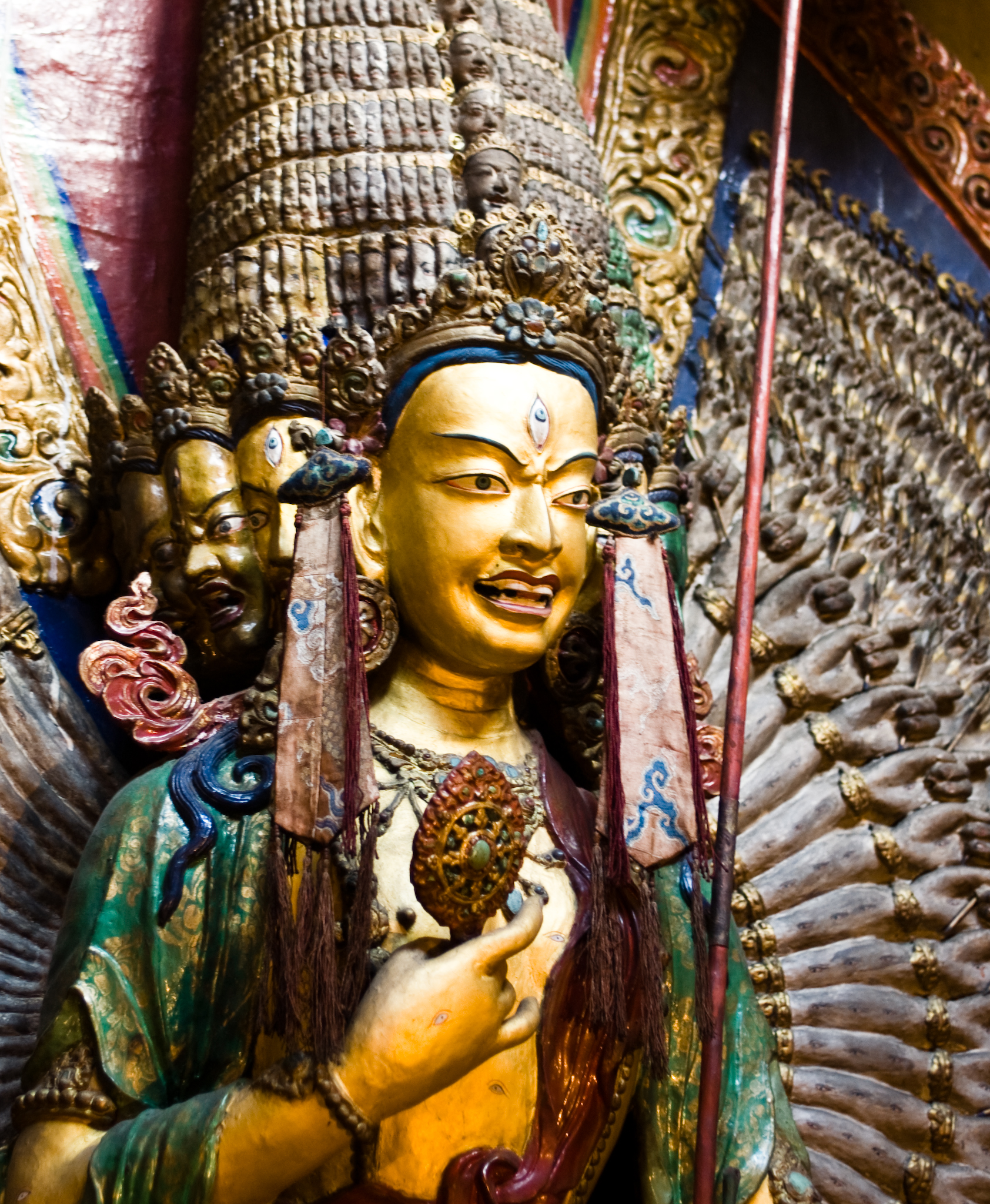
Estatua de una deidad budista carcajeante, posiblemente Visnú. En Leh.

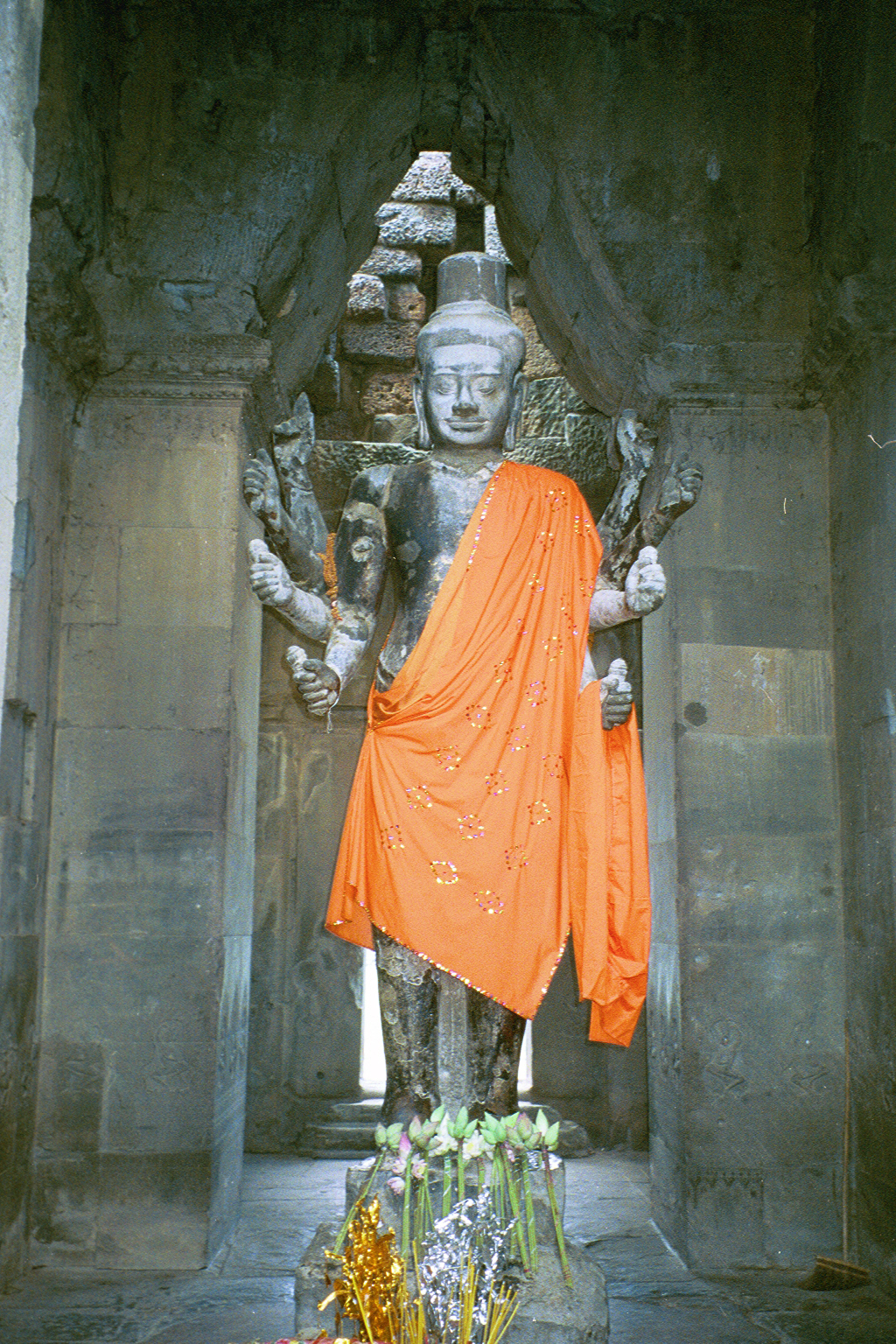
Esta estatua de Visnú (o Ta Reach) tiene cinco metros de altura. En el templo de Visnú en Angkor Wat. Está hecho en arenisca y vestido con ropas y ofrendas que le hacen los peregrinos que lo visitan.

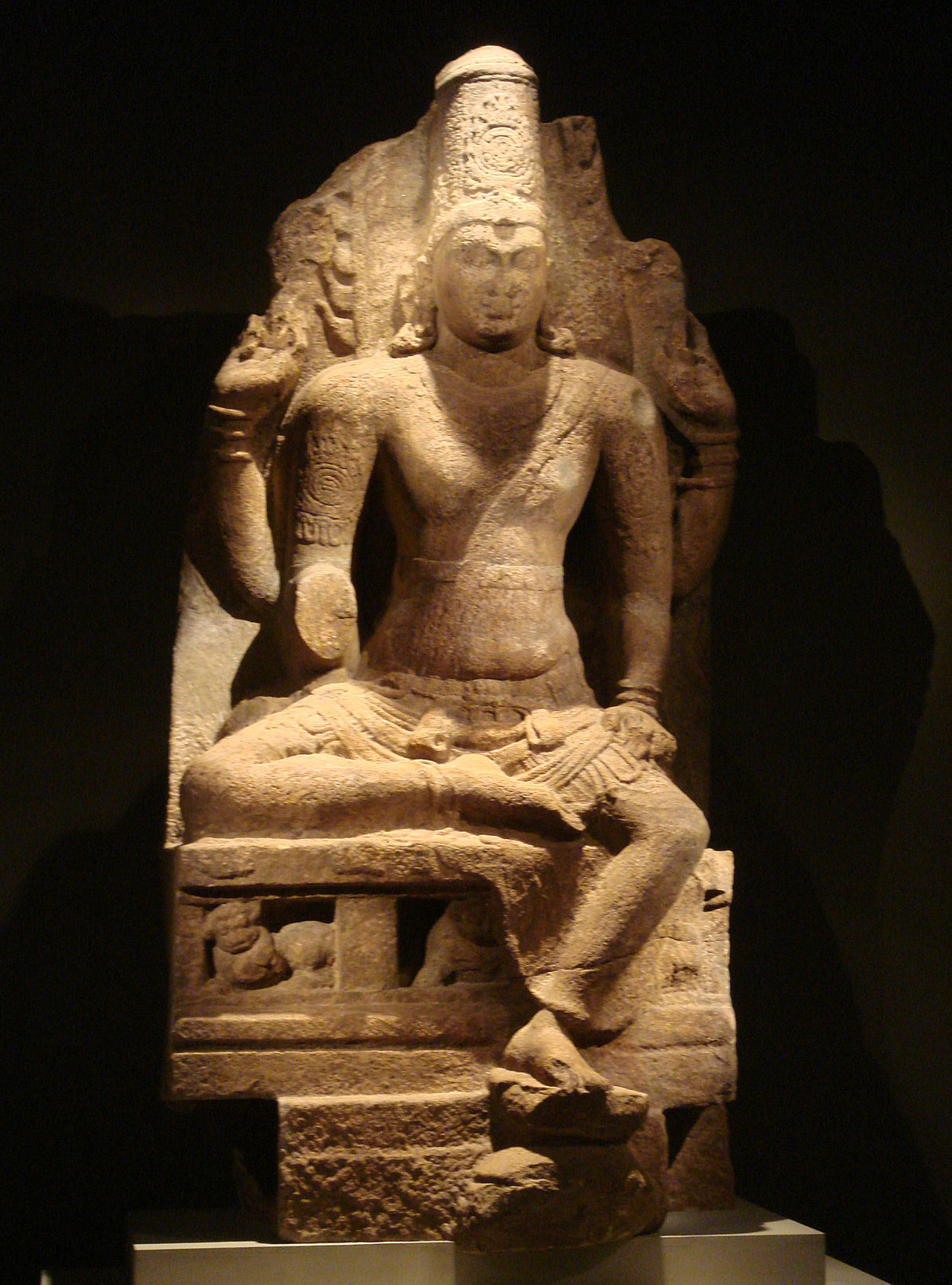
Visnú de cuatro brazos, de la época de la dinastía Pandya; actualmente en poder del Metropolitan Museum of Art (Nueva York).

El hinduismo, con su pluralidad, acepta que el Paramatma puede ser adorado o conocido en cualquier forma que inspire devoción (ista devata); como afirma el Rigveda

«"Ekam Sat, Vipra Bahudha Vadanti" (La Verdad es una, los sabios la llaman por muchos nombres)
 Rigveda (1.164.46)

Cuando Paramatma se expresa a través de la devoción a las deidades, se le puede conocer como: 
- Mahavisnú: A la manifestación ,trascendental de Visnú y es considerada la fuente de la creación del universo. Se le describe como un océano cósmico donde residen innumerables universos.
- Paramashiva. A la manifestación trascendental de Shivá, relacionada con el origen del universo y como la representación de la realidad última (el corazón universal).
- Adi Shakti (también conocida como Adi Parashakti o Mahadevi): A la manifestación trascendental de Shakti, descrita como la fuente original de toda la energía.

Al respecto, mientras que en el Visnuismo, Shivaísmo y Shaktismo, se suele considerar solo a su deidad en su expresión máxima como la representación principal de Paramatma; algunas escuelas filosóficas ven estas diferentes interpretaciones como aspectos complementarios de una misma realidad suprema, sin una jerarquía estricta. Así, estas formas no son excluyentes, sino expresiones de una misma realidad última, adaptadas a las necesidades espirituales, culturales y filosóficas de los devotos.
El Rig-veda y las Upanishád comparan atmán (o yivátma, ‘alma viva’, siendo jīvá: ‘vida, vivo’ y atmán: ‘alma’) y Paramatman como dos pájaros sentados como amigos en la rama de un árbol (el cuerpo).
El atman come los frutos (karma), en cambio Paramatman solo observa como un testigo (sākṣin) las acciones de su amigo.

## Etimología
La palabra paramātman (परमात्मन् en letra devánagari) está formada por dos palabras: param (‘supremo’) y ātman (‘alma’).
Su nominativo singular es paramātmā (परमात्मा).

## Descripción en las escrituras hinduistas
dvā suparṇā sayujā sakhāyā samānaṃ vṛkṣaṃ pari ṣasvajāte

tayoranyaḥ pippalaṃ svādvattyanaśnannanyo abhi cākaśīti
Dos aves con hermosas alas, juntas, amigas, se refugian en un árbol
Una de ellas come los dulces frutos de la higuera, la otra no come ni siquiera lo piensa.
Rig Vedá 1.164.20

## Paramatma, según las diferentes denominaciones

### Visnuismo

#### Purusha avatar
Vishnos tu trini rupani / purushakhyany atho viduh / ekam tu mahatah srashtri / dvitiyam tv anda-samsthitam / tritiyam sarva-bhuta-stham / tani jnatva vimucyate
‘Visnú tiene tres formas / con el nombre de purusha se les conoce. / Uno lo grande crea, / el segundo está dentro de cada huevo [universo] / el tercero en cada ser está. / A esos quien los conoce se libera.
Satvata Tantra

Los vaisnavas creen que Visnú tiene distintas formas (rupa), cada una de los cuales tiene un rol diferente en el mantenimiento del universo y de sus habitantes. Básicamente hay tres formas (o aspectos):
- Karanodakasai-Visnú (‘el Visnú acostado en el océano causal’; más conocido como Majá Visnú), siendo karaṇa: ‘causa’, udaká: ‘agua’, śāyin: ‘acostado’ y visnú (que probablemente proviene de la raíz viṣ): ‘penetrante’ o ‘trabajador’. El Majá Visnu es uno solo, y está acostado en un rincón de Vaikunthá (el mundo espiritual) sobre un océano de causa [material]. De su inmenso cuerpo emana cada universo material.
- Garbhodaka-shai Visnú (‘el Visnú acostado en el océano de concepción’), siendo gárbha: ‘útero, concepción’, udaká: ‘agua’, y śāyin: ‘acostado’. Su ombligo contiene un océano, donde se forma una flor de loto, de la que nace el dios creador Brahmá.
- Kshirodaka-shai Visnú (‘el Visnú acostado en el océano de leche’), siendo kṣīra: ‘leche, udaká: ‘agua’, y śāyin: ‘acostado’. Este es el Visnú que se expande como Parama-atma (super-alma), acompañando a cada alma.

#### Krisna
En el Bhagavad-guitá, el dios Krisná dice que Paramātman es el que permite que sucedan todas las acciones, pero él es el verdadero disfrutador de los frutos de la acción:

upadraṣṭānumantā cha / bhartā bhoktā maheśvaraḥ

paramātmeti chāpy ukto / dehe 'smin puruṣaḥ paraḥ
Supervisor y permitidor también, amo, disfrutador y Maheshvara (amo supremo),
Paramātman así se dice: en el cuerpo [hay] un varón disfrutador superior.
Bhagavad Guitá 13.23

En el Bhagavad-guitá, Krisná revela su identidad como Paramatma:
sarvasya cāhaṁ hṛdi sanniviṣṭo
mattaḥ smṛtir jñānam apohanaṁ ca
vedaiś ca sarvair aham eva vedyo
vedānta-kṛd veda-vid eva cāham
Yo me encuentro en el corazón de todos, y de Mí proceden el recuerdo, el conocimiento y el olvido. Es a Mí a quien hay que conocer a través de todos los Vedas. En verdad, Yo soy el compilador de El Vedanta y el conocedor de los Vedas.

### Advaita
En la filosofía advaita, la palabra Paramatman se usa para referirse al Nirguna Brahman (Brahman sin cualidades), no para referirse a Iśvará, Visnú o Bhagavān (al que consideran Saguna Brahman, Brahman con cualidades).
Se considera que las almas individuales (jīvātman)
y el Paramātman son uno solo cuando la yivatman alcanza el brahma-gñana (conocimiento sobre el Brahman).

vadanti tat tattva-vidas / tattvaḿ yaj jñānam advayam

brahmeti paramātmeti / bhagavān iti śabdyate
Dicen los conocedores de verdad, que a la Verdad (el conocimiento no dual) la conocen como
Brahman, Paramātmā y Bhagaván, así sonó.
Bhágavata-purana 1.2.11